# Ha Dae-sung
Ha Dae-Sung (하대성?, 河大成?; 2 marzo 1985) è un ex calciatore sudcoreano, di ruolo centrocampista.